# LPGA Tour 2012
Navigation
Édition précédente Édition suivante
Le LPGA Tour 2012 est la soixantième-troisième édition du Ladies Professional Golf Association Tour (LPGA), circuit professionnel féminin de golf, qui se déroule du 9 février 2012 au 18 novembre 2012. Axée sur les États-Unis, la LPGA prend en compte également des tournois qui se déroulent hors des frontières américaines, ainsi cette saison voit des tournois programmés en Australie, en Thaïlande, à Singapour, au Canada, en France, en Angleterre, en Malaisie, en Corée, à Taïwan, au Japon et au Mexique. Cette soixantième-troisième édition de ce circuit permet de proposer un certain nombre de tournois professionnels destinés aux femmes en dehors des compétitions amateurs. La volonté de la professionnalisation des golfeuses leur permet désormais de gagner de l'argent en jouant au golf.
Cette saison comporte vingt-neug tournois, soit six de plus qu'en 2011, auxquels sont insérées des dotations financières en fonction du résultat de la golfeuse. Quatre de ces tournois sont considérés comme « tournoi majeur » - le Championnat Kraft Nabisco, le Championnat de la LPGA, l'Open américain et l'Open britannique - et sont considérés comme les plus prestigieux et difficiles à remporter.
L'Américaine Stacy Lewis est désignée « Joueuse de l'année de la LPGA » (« Player of the Year ») pour la première fois de sa carrière. Le classement des gains est, quant à lui, remporté par la Sud-Coréenne Inbee Park avec 2 287 080 $ de gains en gagnant deux victoires maus aucun tournoi majeur. Les quatre tournois majeurs sont remportés par la Sud-Coréenne Sun-Young Yoo (Championnat Kraft Nabisco), la Chinoise Shanshan Feng (Championnat de la LPGA), les Sud-Coréennes Na-yeon CHoi (Open américain) et Jiyai Shin (Open britannique). Enfin, le « Trophée Vare » récompensant la golfeuse ayant la moyenne de score la plus basse de la saison est également remporté par Inbee Park pour la première fois.

## Histoire
Pour l'organisation de cette soixantième-troisième édition, la majorité des tournois se disputent aux États-Unis mais quatre tournois sont programmés hors des États-Unis. Comme la saison précédente, la LPGA décide d'organiser des tournois hors des frontières des États-Unis avec la tenue de tournois programmés en Australie, en Thaïlande, à Singapour, au Canada, en France, en Angleterre, en Malaisie, en Corée, à Taïwan, au Japon et au Mexique. La majorité des joueuses sont des golfeuses principalement américaines professionnelles et amateures mais la LPGA intègre quelques années des golfeuses étrangères. Le calendrier fait débuter la saison par l'Open d'Australie remporté par Jessica Korda. Au cours de cette saison, les non-américaines sont plus nombreuses que les Américaines à remporter les tournois.
L'Américaine Stacy Lewis est désignée « Joueuse de l'année de la LPGA » (« Player of the Year ») pour la première fois de sa carrière. Le classement des gains est, quant à lui, remporté par la Sud-Coréenne Inbee Park avec 2 287 080 $ de gains en gagnant deux victoires maus aucun tournoi majeur. Les quatre tournois majeurs sont remportés par la Sud-Coréenne Sun-Young Yoo (Championnat Kraft Nabisco), la Chinoise Shanshan Feng (Championnat de la LPGA), les Sud-Coréennes Na-yeon Choi (Open américain) et Jiyai Shin (Open britannique).

## Participantes à la saison LPGA 2012
Les participantes ont deux statuts. Certaines sont devenues professionnelles mais de nombreuses amateures prennent également part aux tournois sans toutefois pouvoir recevoir le montant des gains en raison de leur statut.
| Participantes    | Participantes    | Participantes    | Participantes      | Participantes    |
| Professionnelles | Professionnelles | Professionnelles | Professionnelles   | Professionnelles |
| ---------------- | ---------------- | ---------------- | ------------------ | ---------------- |
| Chella Choi      | Na-yeon Choi     | Paula Creamer    | Shanshan Feng      | Sandra Gal       |
| Julieta Granada  | Karine Icher     | Haeji Kang       | Cristie Kerr       | In-Kyung Kim     |
| Candie Kung      | Brittany Lang    | Stacy Lewis      | Brittany Lincicome | Catriona Matthew |
| Ai Miyazato      | Mika Miyazato    | Azahara Muñoz    | Anna Nordqvist     | Se Ri Pak        |
| Hee-young Park   | Inbee Park       | Suzann Pettersen | Beatriz Recari     | So-yeon Ryu      |
| Hee-kyung Seo    | Jenny Shin       | Jiyai Shin       | Angela Stanford    | Lexi Thompson    |
| Yani Tseng       | Karrie Webb      | Amy Yang         | Sun-young Yoo      |                  |

## Classements saison 2012

### Tableau des gains («Money list»)
Le tableau ci-dessous est le classement des golfeuses par gains obtenus sur cette saison 2012. Le classement par gains est remporté par la Sud-Coréenne Inbee Park avec 2 287 080 $ remportés.
| Cla. | Golfeuses        | Gains       | Victoires |
| ---- | ---------------- | ----------- | --------- |
| 1    | Inbee Park       | 2 287 080 $ |           |
| 2    | Na-yeon Choi     | 1 981 834 $ |           |
| 3    | Stacy Lewis      | 1 872 409 $ |           |
| 4    | Yani Tseng       | 1 430 159 $ |           |
| 5    | Ai Miyazato      | 1 334 977 $ |           |
| 6    | So-yeon Ryu      | 1 282 673 $ |           |
| 7    | Jiyai Shin       | 1 234 597 $ |           |
| 8    | Azahara Muñoz    | 1 230 751 $ |           |
| 9    | Suzann Pettersen | 1 182 860 $ |           |
| 10   | Shanshan Feng    | 1 101 147 $ |           |
| 11   | Mika Miyazato    | 1 098 749 $ |           |
| 12   | Karrie Webb      | 884 973 $   |           |
| 13   | Amy Yang         | 844 305 $   |           |
| 14   | Cristie Kerr     | 837 314 $   |           |
| 15   | Paula Creamer    | 815 574 $   |           |

### Trophée Vare («Vare Trophy»)
Le tableau ci-dessous est le classement des golfeuses par scores les plus bas sur cette saison 2012.
| Cla. | Golfeuses  | Moyenne |
| ---- | ---------- | ------- |
| 1    | Inbee Park |         |